# Bauhof (Weitnau)
Bauhof (mundartlich: Baohov) ist ein Gemeindeteil der Marktgemeinde Weitnau im bayerisch-schwäbischen Landkreis Oberallgäu.

## Geographie
Die Einöde liegt circa 2,5 Kilometer nordwestlich des Hauptorts Weitnau. Nordwestlich der Ortschaft befindet sich Kleinweiler. Südlich befindet sich die Ruine Alt-Trauchburg am Hang des Sonnenecks bzw. Sonneck.

## Ortsname
Der Ortsname stammt vom frühneuhochdeutschen Wort bauhof für Bauernhof, bäuerliches Grundbesitztum, ländliche Wirtschaftseinheit mit zugehörigen Gebäuden. Somit bedeutet der Ortsname zur Burg Alttrauchburg gehöriger Wirtschaftshof.

## Geschichte
Bauhof wurde erstmals im Jahr 1626 mit „der Bauknecht auf dem Bauhof“ urkundlich erwähnt. Der Bauernhof war der Wirtschaftshof der Burg Alttrauchburg. Die Hohe und Niedere Gerichtsbarkeit des Orts lag bei der Herrschaft Waldburg-Zeil. Der Ort gehörte bis 1972 der Gemeinde Wengen an, die durch die bayerische Gebietsreform in der Gemeinde Weitnau aufging.